# 대구제일고등학교
대구제일고등학교(大邱第一高等學校)는 대한민국 대구광역시 서구 비산동에 있는 사립 고등학교이다.

## 학교 연혁
- 1966년 3월 10일 : 학교법인 춘추숙 교육재단 인가
- 1968년 2월 21일 : 경상여자상업고등학교 설립 인가(야 9학급)
- 1968년 3월 1일 : 초대 오중수 교장 취임
- 1968년 3월 11일 : 1968학년도 신입생 입학식(개교)
- 1970년 12월 3일 : 학칙 67조 변경. 주간 15학급, 야간 9학급 인가
- 1971년 1월 22일 : 제1회 졸업식
- 1974년 12월 30일 : 본관 6층 13개 교실 준공
- 1977년 3월 30일 : 학칙 6조 변경. 산업체 특별학급 3학급 인가
- 1980년 7월 22일 : 학교법인 협성교육재단 인가(통합)
- 1989년 2월 27일 : 체육관 준공
- 1999년 3월 1일 :  '경상여자경영정보고등학교' 로 교명 변경
- 2000년 3월 1일 :  '대구제일고등학교' 로 교명 변경 (남녀공학 인문계로 전환)
- 2021년 9월 1일 : 제21대 임병수 교장 취임
- 2022년 1월 28일 : 제52회 졸업식(졸업생 누계 39,622명)
- 2022년 3월 2일 : 제55회 입학식(입학생 206명)

## 참고 자료
- 대구제일고등학교 - 한국교육학술정보원 학교알리미